# Mikołaj Faustyn Radziwiłł

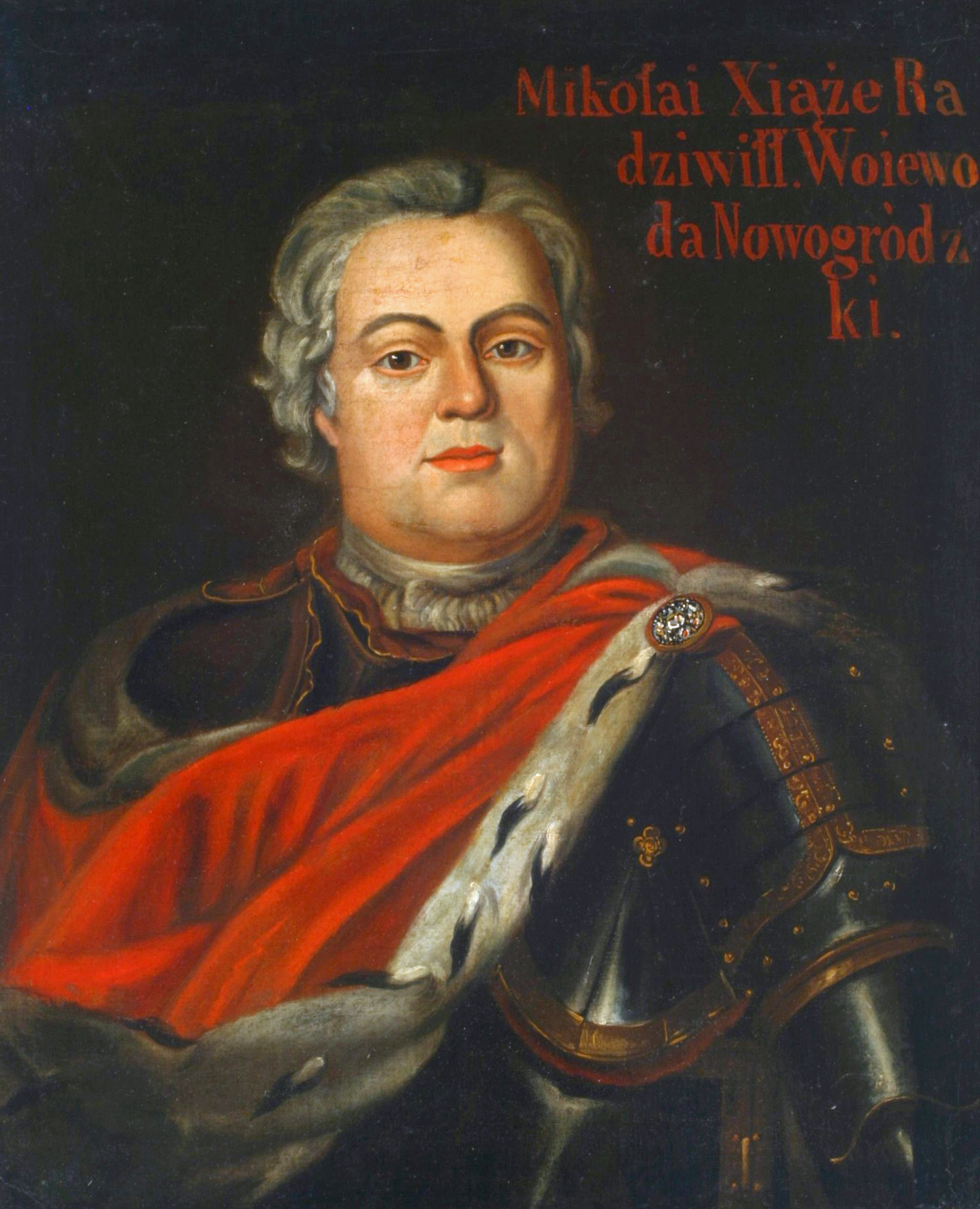
Mikołaj Faustyn Radziwiłł

Mikołaj Faustyn Radziwiłł (deutsch Nicolaus Faust(in) von Radzivil; litauisch Mikalojus Faustinas Radvila; * 21. Mai 1688 in Dsjatlawa; † 2. Februar 1746 in Dsjatlawa) war ein sächsisch-polnischer Generalmajor und polnisch-litauischer Staatsmann.

## Leben

### Herkunft und Familie
Mikołaj war Angehöriger der Reichsfürsten Radziwiłł. Seine Eltern waren der Großkanzler von Litauen Dominik I. Mikołaj Radziwiłł (1643–1697) und Anna Marianna Połubińska († 1690). Er vermählte sich 1710 mit Barbara Franciszka Zawisza-Kiezgajllo (1690–1762). Aus der Ehe sind 14 Kinder hervorgegangen.

### Werdegang
Radziwiłł war seit 1710 Schwertträger des Großfürstentums Litauen. Im November 1715 war er Generalmajor von der Kavallerie in der sächsischen Armee und kommandierte eine Brigade von der Garde du Corps. Er hat dann aber bald seinen Abschied erhalten und war 1718 Abgeordneter des Sejm. Auch 1720 und 1722 war er Senator im Sejm. Von 1729 bis 1746 war er Woiwode von Nowogródek. 1733 war er Elektor Augusts III. Er gehörte 1735 zu den Unterzeichnern eines Generalabschlusses der Warschauer Konföderation.
Er war Träger des Ordens De la Générosité, erhielt 1734 den Orden des Weißen Adlers und 1742 den Alexander-Newski-Orden.